# Álvaro Recoba
Álvaro Recoba (Montevideo, 17. ožujka 1976.) je urugvajski umirovljeni nogometaš. 

## Klupska karijera

### Južna Amerika
Nogometom se Recoba počeo baviti 1993. godine u urugvajskom klubu Danubiju i za taj klub u dvije godine od 1993. do 1995. godine postigao je 11 pogodaka u 34 nastupa. Iz Danubija je prešao u Nacional, gdje je ostao jednu sezonu.

### Inter Milano i posudbe
Kao dvadesetogodišnjak prelazi u svoj prvi europski klub, Inter Milano, gdje je ostao jedanaest godina. Na početku ga je Inter Milano poslao na posudbu u Veneziju. U 2007. godini je ponovno otišao na posudbu. Ovog puta je poslan u Torino. S Inter Milanom je osvojio Europsku ligu, dva puta Coppu Italiju, dvije godine zaredom talijanski Superkup i dva puta talijansku prvu ligu.

### Grčka i Urugvaj
Nakon što je napustio Inter Milano, Recoba je potpisao za grčki Panionios F.C. Nakon par mjeseci je se vratio u domovinu i igrao još pet godina u Danubiju i Nacionalu.